# Troy Edwards
Troy Edwards (Shreveport, 7 aprile 1977) è un ex giocatore di football americano statunitense che ha militato nel ruolo di wide receiver nella National Football League.

## Biografia
Dopo avere giocato a football al college alla Louisiana Tech University, dove fu premiato come All-American e vinse il Fred Biletnikoff Award come ricevitore dell'anno, Edwards fu scelto come 13º assoluto nel Draft NFL 1999 dai Pittsburgh Steelers. La sua miglior stagione da professionista fu la prima, in cui ricevette 714 yard e 5 touchdown, venendo premiato come miglior rookie della squadra. In seguito giocò per St. Louis Rams (2002), Jacksonville Jaguars (2003-2004 e pre-stagione 2006), Tennessee Titans (pre-stagione 2005), Detroit Lions (2005), chiudendo la carriera nel 2007 con i Grand Rapids Rampage della Arena Football League.

## Palmarès
- All-American - 1998
- Fred Biletnikoff Award - 1998

## Statistiche
| Ricezioni     | 203   |
| Yard ricevute | 2.404 |
| Touchdown     | 11    |